# Chrysobothris andrewsi
Chrysobothris andrewsi es una especie de escarabajo del género Chrysobothris, familia Buprestidae. Fue descrita científicamente por Waterhouse en 1900.